# Charlie piekarczykiem
Charlie piekarczykiem (ang. Dough and Dynamite) − amerykański film komediowy z 1914 roku, w reżyserii Charliego Chaplina. Premiera filmu odbyła się 26 października 1914.

## Obsada
- Charlie Chaplin − kelner
- Chester Conklin − kelner
- Fritz Schade − właściciel piekarni
- Norma Nichols − żona właściciela piekarni
- Cecile Arnold − kelnerka
- Vivian Edwards − kelnerka
- Phyllis Allen − klientka
- John Francis Dillon − klient